# Buchi Emecheta
Buchi Emecheta OBE (* 21. Juli 1944 in Lagos, Nigeria; † 25. Januar 2017 in London) war eine nigerianische Schriftstellerin.

## Leben
Ihre Eltern waren Jeremy Nwabudike und Alice Okwuekwu Emecheta. Sie sind beide vom Volk der Igbo. Mit 17 Jahren und einem Kind heiratete sie. Ihr Ehemann ging nach London zum Studieren und sie folgte ihm. Als sie 22 Jahre alt war, verließ sie ihn und machte ihren Abschluss in Soziologie.
Sie hatte mit ihrem Ehemann fünf Kinder.
Der literarische Durchbruch gelang Emecheta mit ihrem Roman The Joys of motherhood (1979; deutsch: Zwanzig Säcke Muschelgeld, 1983) in welchem sie das Schicksal der Chieftochter Nnu Ego schildert, die in der Spannung zwischen Tradition und kolonialer Gegenwart zerbricht. Es ist einer der großen Gesellschaftsromane in der Tradition von Chinua Achebes Things Fall Apart, in welchem sich ein kolonisiertes Volk, diesmal aus der Sicht einer Frau, Rechenschaft über seine Vergangenheit und den Weg in die Moderne gibt.
Buchi Emecheta wurde in die Anthologie Daughters of Africa aufgenommen, die 1992 von Margaret Busby in London und New York herausgegeben wurde.

## Zitat
„Wenn ich mich in Großbritannien aufhalte, kann ich all meinen Groll in meine Bücher legen, weil ich weiß, dass die Menschen in Großbritannien Bücher lesen; in Nigeria aber muss ich meine Stimme öffentlich erheben, weil die Menschen nur selten Bücher kaufen.“

## Werke
- In the ditch. Barrie & Jenkins, London 1972, ISBN 0-214-65413-3.
- Second-Class Citízen. Allison & Busby, London 1974, ISBN 0-85031-137-3.
  - „Second-Class Citizen“, Roman, übersetzt von Marion Kraft, Blumenbar, Berlin 2023, ISBN 978-3-351-05114-3
- The Bride price. Roman 1976.
- The Slave girl. Roman 1977.
  - Sklavenmädchen, Roman, übersetzt von Susanne Koehler, Hammer, Wuppertal 1997, ISBN 3-87294-745-1.
- Titch the cat. Kinderbuch 1979,
- The Joys of motherhood, Roman, Allison & Busby, London 1979.
  - Nnu Ego – Zwanzig Säcke Muschelgeld. übersetzt von Helmi Martini-Honus und Jürgen Martini: Frauenbuchverlag, München 1983, ISBN 3-88897-101-2.
- Nowhere to play. 1980, Kinderbuch
- The wrestling match. 1980, Roman
- The moonlight bride. 1980, Roman
- Destination Biafra. 1982, Roman
- Naira power. 1982, Roman
- Adah's Story. [In the Ditch/Second-Class Citizen] 1983, Roman
  - Die Geschichte der Adah, Roman, übersetzt Christine Steffen, Knaur, München 1987, ISBN 3-426-08025-7.
- Double yoke. 1983, Roman
- Head Above Water. 1986, Autobiografie
- Gwendolen. 1989 (amerik.: The Family, 1990).
  - Gwendolen. Roman. Übersetzt Christine Steffen. Knaur, München 1991.
- The Rape of Shavi. 1983, Roman
- A kind of marriage. 1986, Roman
- Kehinde. 1994, Roman
- The New Tribe. 2000, Roman